# Divisoria continental

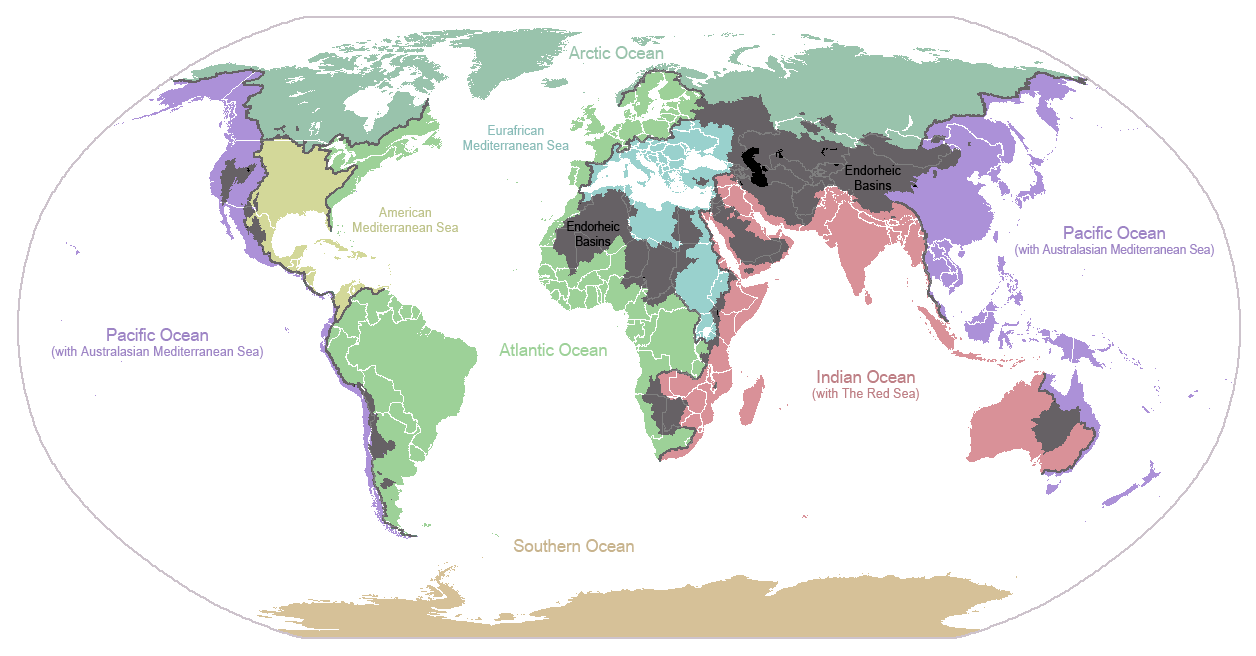
Grandes divisorias continentales, mostrando de drenaje en los principales mares y océanos del mundo. Las zonas grises son cuencas endorreicas que no desaguan al mar.

Una divisoria o división continental es una divisoria de aguas —línea geográfica que marca la frontera entre dos vertientes hidrográficas— a escala continental, de modo que las aguas que caen en un lado de la línea viajan a un océano o cuerpo de agua, y las aguas del otro lado, llegan a otro, generalmente en la parte opuesta del continente. Sin embargo, la frontera exacta entre los cuerpos de agua no es siempre fácil de definir, por lo que las divisorias continentales no son claras en todos los continentes. La publicación de la Organización Hidrográfica Internacional «Limits of Oceans and Seas» (Límites de océanos y mares) define los límites de los océanos, si bien ciertas áreas pueden ser arreicas (careciendo entonces de cursos fluviales definidos), y otras presentar ríos que no desembocan en el mar, volcando sus aguas en sistemas de drenaje interno o perdiéndose en zonas desérticas.

## Ejemplos

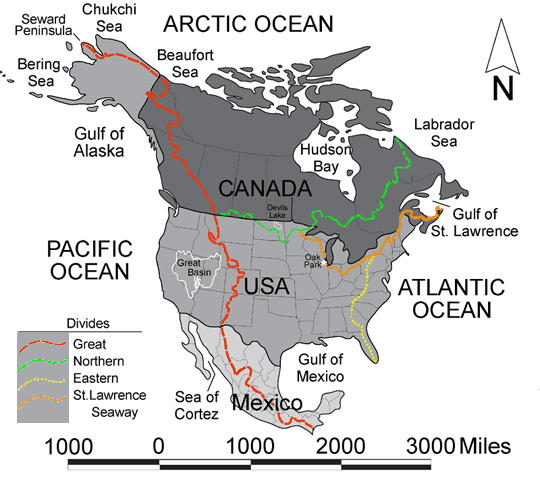
Divisorias continentales en Norteamérica.

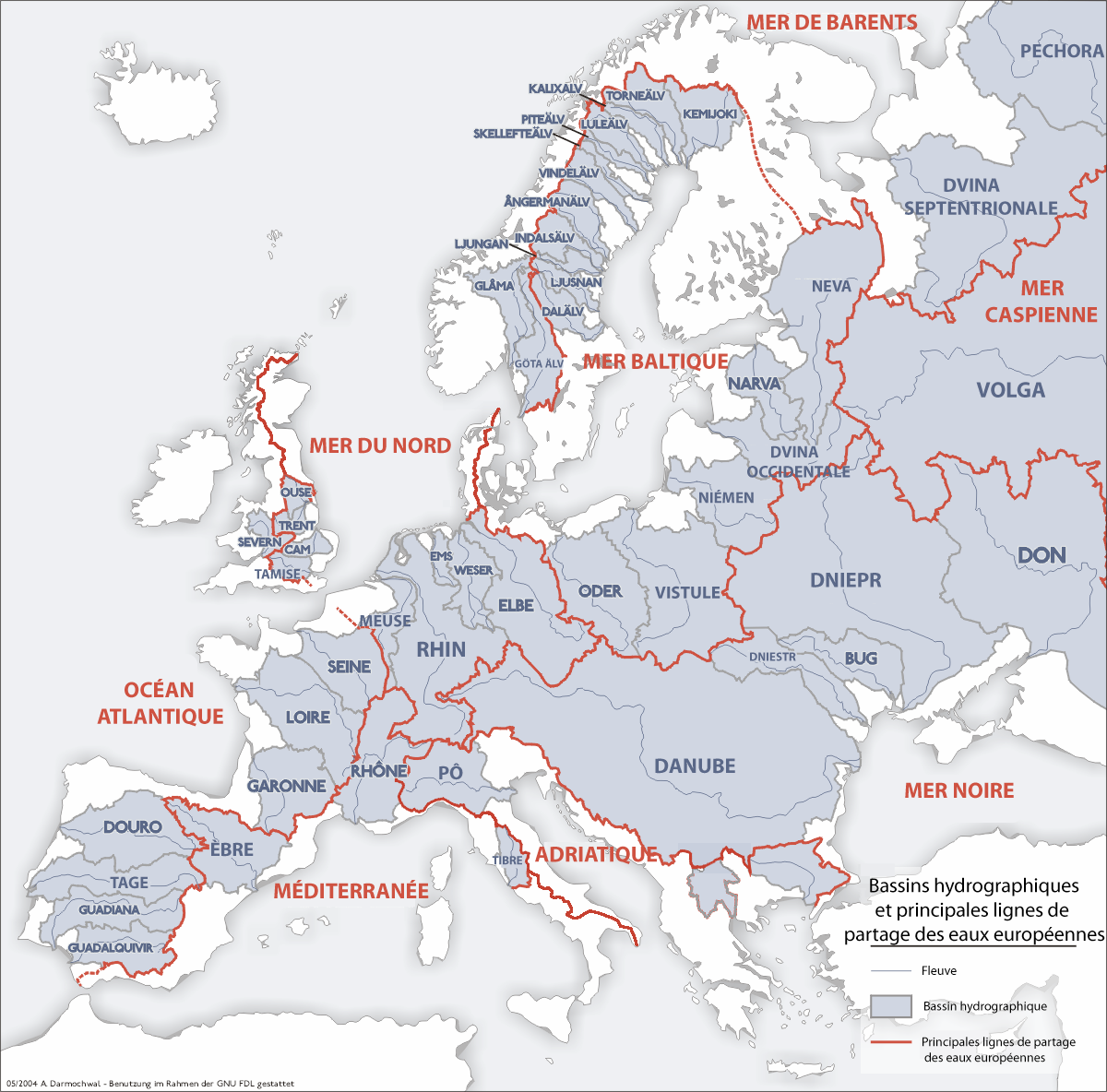
Divisorias continentales en Europa.

Las principales divisorias continentales son las siguientes:
- América del Norte. Pueden considerarse cuatro o cinco divisorias continentales, en función de cómo se clasifiquen las cuencas hidrográficas:

- La Divisoria continental de las Américas o Gran Divisoria, que separa las cuencas que vierten al océano Pacífico de las que lo hacen a los océanos Atlántico y Ártico. Discurre desde la península de Seward, en Alaska, a través del oeste de Canadá a lo largo de la cresta de las Montañas Rocosas hasta Nuevo México. A partir de ahí, sigue la cresta de la Sierra Madre Occidental de México y se extiende hasta la punta de América del Sur. Es atravesada por el canal de Panamá.

- La divisoria Laurentiana o Norte, separa la cuenca del océano Atlántico de la cuenca de la bahía de Hudson. La parte occidental de la misma corre desde las Montañas Rocosas hasta la cuenca de los Grandes Lagos y marcó el límite norte de la Compra de Luisiana y la frontera entre Estados Unidos y la Norteamérica británica, hasta que fue reemplazada por el paralelo 49° en el Tratado de 1818. En Canadá, históricamente marcó el límite meridional de la zona de comercio de pieles monopolio de la Compañía de la Bahía de Hudson, y la parte más oriental todavía marca la frontera entre Quebec y Labrador.

- La divisoria de San Lorenzo separa la cuenca de los Grandes Lagos del resto de la vertiente del océano Atlántico. Dos canales cruzan la línea divisoria: el canal de Chicago (Chicago Drainage Canal), que cruza el Chicago Portage y conecta el lago Míchigan con la cuenca del río Misisipi; y el canal Erie conecta el lago Erie y la cuenca del río Hudson.

- La divisoria Oriental separa la cuenca del golfo de México del océano Atlántico. Corre desde de los Twin Tiers de Nueva York y Pensilvania hacia abajo por los montes Apalaches hasta la punta de la Florida, dividiendo el Atlántico del golfo de México. La ciudad de Atlanta se encuentra sobre esta divisoria.

- Canadá se puede considerar que tiene otra divisoria continental, la que separa la cuenca del océano Ártico de la bahía de Hudson, ya que la bahía de Hudson se considera a menudo una masa de agua distinta del océano Ártico. Esta divisoria, que a veces se denomina divisoria del Ártico, fue una barrera para el transporte hasta que el portaje Methye fue descubierto en 1778, lo que abrió los ríos del Ártico a los comerciantes de piel y se convirtió en parte de una ruta comercial transcontinental del Atlántico al Pacífico. Es de importancia en la historia de Canadá, ya que marca el límite norte de la Tierra de Rupert, el monopolio comercial de la zona de la Compañía de la Bahía de Hudson.

- América del Sur. La divisoria continental de las Américas se encuentra a lo largo de los cordillera de los Andes, pero la división no siempre pasa a lo largo de los picos más altos del sistema montañoso. En la Patagonia muchas presas morreicas fueron usadas para drenar hacia el Atlántico, en lugar de al Pacífico, antes de las glaciaciones del Pleistoceno.

- Australia. Australia tiene menos fronteras entre océanos y pocas cordilleras prominentes, por lo que es difícil definir una única división. Gran parte del interior del continente desagua en la cuenca endorreica del lago Eyre.

- Eurasia tiene varias divisiones, en función de la definición de «mar» (por ejemplo, el mar Mediterráneo y sus diferentes lóbulos, el océano Atlántico, el mar del Norte, el mar Báltico, el océano Ártico y el mar Negro). Algunas de las divisorias son las siguientes:

- Asia:

- Meseta tibetana (Himalayas): separa las aguas que vierten al océano Índico y las que llegan al océano Pacífico;
- Himachal Pradesh (Indus-Ganges): separa el mar de Arabia del golfo de Bengala;
- Lago Baikal (Yenisei, Lena): separa el mar de Kara del mar de Láptev;
- Krai de Perm / Urales (Volga-Pechora/Ob): separa el mar Caspio del océano Ártico;

- Europa-Asia:

- Volga-Don: separa el mar Negro del mar Caspio;

- Europa:

- Paso Lunghin, en los Alpes (ríos Rin-Danubio-Po): separa la triple cuenca del mar del Norte, el mar Negro y el mar Adriático;

- África. La más importante divisoria continental en África es la que está entre las cuencas del Nilo y el Congo, pasando por la zona de los Grandes Lagos de África. Entre el Congo y el Sáhara hay un vasto territorio que desagua en la cuenca endorreicas del lago Chad, de modo que perfora la divisoria Atlántico-Mediterráneo. La divisoria mar Mediterráneo-océano Índico está pinchada en el África occidental por los sistemas lacustres endorreicos del Gran Valle del Rift; en el sur del continente, la divisoria entre los océanos Atlántico e Índico serpentea entre las cuencas de los ríos Congo, Zambeze, Limpopo y río Orange, con la terminación del río Okavango en el desierto de Kalahari.

- Antártida. El interior de la Antártida recibe muy poca precipitación, y es en forma de nieve, y el continente está completamente rodeada por el océano Austral. Por lo tanto, en la Antártida no se considera en general que haya una divisoria continental. Las montañas Transantárticas dividen el drenaje de los arroyos de hielo en dos: la plataforma de hielo Ronne, en la Antártida Occidental, que vierte hacia el Pacífico; y la barrera de hielo de Ross, los que drenan la Antártida Oriental, hacia los océanos Atlántico e Índico.